# Джозеф Роберт Сілі
Джозеф Роберт Сілі (англ. Joseph Robert Sealy; 1907 — 1 серпня 2000) — британський ботанік.

## Біографія
Ботанічна кар'єра Джозефа Роберта Сілі розпочалася у 1925 році у Королівських ботанічних садах в К'ю, де він працював разом із Томасом Спрегом у відділі тропічних рослин. Згодом, у 1927 році, він працював разом із Артуром Вільямом Гіллом у відділі гербарію. У 1940 році він був призначений помічником ботаніка. Його спеціальністю було вивчення флори Китаю, зокрема роду Камелія.
Джозеф Роберт Сілі є ботанічним автором виду Iris graeberiana роду Півники, опис був вперше опублікований у Curtis's Botanical Magazine  167: t. 126 у 1950 році.
Джозеф Роберт Сілі був одружений із колегою по роботі, ботанічним ілюстратором Стеллою Росс-Крейг (1906-2006).

## Публікації
- 1958. Revision of the Genus Camellia[5].